# Fine China
Fine China is een nummer en single van de Amerikaanse r&b-zanger Chris Brown.

## Tracklist
| Soort geluidsdrager | Uitgebracht | Tracks     | Duur |
| ------------------- | ----------- | ---------- | ---- |
| Download            | 01-04-2013  | Fine China | 3:33 |

## Hitnoteringen
| Hitlijst               | Datum van binnenkomst | Hoogste positie | Aantal weken | Laatste notering |
| ---------------------- | --------------------- | --------------- | ------------ | ---------------- |
| Single Top 100         | 06-04-2013            | 56              | 10           | 08-06-2013       |
| Nederlandse Top 40     | 18-05-2013            | 33              | 3            | 01-06-2013       |
| Australische Top 50    | 21-04-2013            | 26              | 5            | 19-05-2013       |
| Franse Top 200         | 13-04-2013            | 43              | 13           | 06-07-2013       |
| Nieuw-Zeelandse Top 40 | 15-04-2013            | 21              | 5            | 13-05-2013       |
| UK Singles Chart       | 13-04-2013            | 23              | 9            | 08-06-2013       |
| Billboard Hot 100      | 20-04-2013            | 31              | 16           | 03-08-2013       |

### Nederlandse Top 40
| Hitnotering: 18-05-2013 t/m 01-06-0213 | Hitnotering: 18-05-2013 t/m 01-06-0213 | Hitnotering: 18-05-2013 t/m 01-06-0213 | Hitnotering: 18-05-2013 t/m 01-06-0213 | Hitnotering: 18-05-2013 t/m 01-06-0213 |
| Week:                                  | 1                                      | 2                                      | 3                                      |                                        |
| -------------------------------------- | -------------------------------------- | -------------------------------------- | -------------------------------------- | -------------------------------------- |
| Positie:                               | 37                                     | 33                                     | 33                                     | uit                                    |

### NederlandseSingle Top 100
| Hitnotering: 06-04-2013 t/m 08-06-2013 | Hitnotering: 06-04-2013 t/m 08-06-2013 | Hitnotering: 06-04-2013 t/m 08-06-2013 | Hitnotering: 06-04-2013 t/m 08-06-2013 | Hitnotering: 06-04-2013 t/m 08-06-2013 | Hitnotering: 06-04-2013 t/m 08-06-2013 | Hitnotering: 06-04-2013 t/m 08-06-2013 | Hitnotering: 06-04-2013 t/m 08-06-2013 | Hitnotering: 06-04-2013 t/m 08-06-2013 | Hitnotering: 06-04-2013 t/m 08-06-2013 | Hitnotering: 06-04-2013 t/m 08-06-2013 | Hitnotering: 06-04-2013 t/m 08-06-2013 |
| Week:                                  | 1                                      | 2                                      | 3                                      | 4                                      | 5                                      | 6                                      | 7                                      | 8                                      | 9                                      | 10                                     |                                        |
| -------------------------------------- | -------------------------------------- | -------------------------------------- | -------------------------------------- | -------------------------------------- | -------------------------------------- | -------------------------------------- | -------------------------------------- | -------------------------------------- | -------------------------------------- | -------------------------------------- | -------------------------------------- |
| Positie:                               | 68                                     | 65                                     | 64                                     | 61                                     | 62                                     | 56                                     | 69                                     | 78                                     | 73                                     | 86                                     | uit                                    |